# Свети Илија (планина)
Планина Свети Илија налази се на југу Србије, код Врања, у непосредној близини административне линије са Косовом и Метохијом. Највиша тачка је на надморској висини од 1.274 метара.
Српска војска је у време српско-турског рата ту, на планини, поставила највећи топ, топ градске артиљерије, великог калибра. Кад су пуцали, грмело је као кад Свети Илија баца громове, па је зато и планина прозвана Свети Илија.